# Predadores online

Um cartaz da Polícia de West Midlands informando as crianças sobre como responder aos predadores online

Predadores online são indivíduos que cometem abuso sexual infantil que começam ou ocorrem na Internet.

## Concepções
Crimes facilitados pela Internet contra menores envolvem engano e começam com adultos se comunicando com crianças pela Internet com o objetivo de coagi-las a participar de atividades sexuais ilegais. Às vezes o abuso sexual ocorre presencialmente.
Salas de bate-papo, Mensagens instantâneas, Fóruns na Internet, Sites de redes sociais, telefones celulares, e até mesmo Console de videogames têm problemas com predações online. Essas áreas online atraem predadores porque lhes permitem ter acesso para fazer contato com as vítimas sem chamar atenção. Além disso, há dados confiáveis insuficientes sobre o número de menores que compartilham informações pessoais online devido às questões de privacidade das crianças. Além disso, o anonimato das conversas online leva à desinibição dos menores, fazendo-os sentir-se mais confortáveis e mais propensos a se envolver em comportamentos arriscados. Isso permite que os predadores usem manipulação para colocar suas vítimas em situações em que elas cumpram as exigências sexuais do predador. A manipulação inicial frequentemente envolve introduzir os menores à atividade sexual, mostrar-lhes pornografia e solicitar informações e imagens sexualmente explícitas. Esse comportamento predatório online não costuma levar a contato offline real ou tentado, mas pode ocorrer.
Embora seja a visão predominante que os predadores usem táticas distintas para encontrar as vítimas, a maioria dos encontros presenciais reais não envolve nenhum engano. De fato, os menores geralmente são cúmplices dos agressores, que frequentemente utilizam promessas de amor e romance para seduzir as vítimas a se encontrarem.

### Leis
Na Austrália, o assassinato de Carly Ryan em fevereiro de 2007 levou à pressão da opinião pública, que eventualmente resultou em mudanças legais em todo o país, apelidadas de "Lei de Carly", implementadas em 2017 para ajudar a proteger os menores online. Ryan, de 15 anos, foi vítima de aliciamento online e de comportamento predatório, o que foi considerado único na época, visto que Ryan foi a primeira pessoa na Austrália a ser morta por um predador online.
Nos EUA, alguns riscos envolvendo o comportamento predatório online são abordados pela Lei de Proteção da Internet para Crianças (CIPA), que foi aprovada em 2000. Essa lei exigia que escolas e bibliotecas instalassem softwares de filtragem e bloqueio, para manter os estudantes afastados de materiais e indivíduos obscenos e nocivos online. Posteriormente, foi introduzido um projeto de lei denominado HR 5319 ou a "Lei de Exclusão de Predadores Online de 2006" (DOPA), intensificando as disposições da CIPA. Desde 2007, o projeto de lei foi efetivamente derrotado.
Alguns indivíduos também iniciaram ações contra leis destinadas a proteger as crianças. Doe v. Shurtleff, 628 F.3d 1217 (10th Cir. 2010), foi um caso do United States Court of Appeals for the Tenth Circuit que avaliou a constitucionalidade de Utah Code Ann. § 77-27-21.5, uma lei que exige que ofensores sexuais se registrem com seus identificadores de internet junto ao estado para "assistir na investigação de sequestros e crimes relacionados ao sexo, e na apreensão dos infratores". Neste caso, um ofensor sexual, aparecendo anonimamente como John Doe, recorreu de uma decisão Arquivado em 2014-01-04 no Wayback Machine da Justiça Federal para o Distrito de Utah para anular uma ordem que impedia a aplicação do Utah Code Ann. § 77-27-21.5.

## Críticas
Casos envolvendo Perseguição (stalking), violência, sequestro, estupro e/ou assassinato são muito raros. A maioria dos ofensores sexuais online são jovens adultos que visam adolescentes e seduzem as vítimas para relações sexuais. Eles demoram a desenvolver a confiança dos adolescentes, de modo que estes veem tais relações como romances ou aventuras sexuais. Quase 75 por cento das vítimas que encontraram os ofensores pessoalmente o fizeram mais de uma vez. A maioria desses ofensores é acusada de crimes como Estupro estatutário por contato sexual não forçado, pois as vítimas são, por lei, muito jovens para consentir. Os jovens mais vulneráveis aos ofensores sexuais online frequentemente têm históricos de abuso sexual ou físico, problemas familiares e tendências a assumir riscos tanto online quanto offline.[carece de fontes?] Um estudo de 2007 não encontrou casos de menores sendo alvo de predadores na Internet com base nas informações que haviam postado em Mídias sociais. A pesquisa que concluiu a estatística de que "1 em cada 5 crianças é sexualmente solicitada online" está sendo questionada.